# Przemyśl
Przemyśl (AFI [ˈpʂɛmɨɕl] ( ? i  escolteu-ne la pronunciació en polonès) és una ciutat del sud-est de Polònia amb 66.756 habitants (2008). El 2006 va ser incorporada al voivodat de Subcarpàcia. Abans era la capital del voivodat de Przemyśl.
Przemyśl deu la seva llarga i rica història a la seva ubicació geogràfica privilegiada. La ciutat es troba a l'anomenada Porta de Przemyśl, un pas que connecta les muntanyes amb les terres baixes, de fàcil accés i sòl fèrtil. També es troba sobre el riu San, navegable. Les importants rutes comercials que connecten Europa central des de Przemyśl asseguren la importància de la ciutat. El nucli antic de Przemyśl està catalogat com a monument històric de Polònia.
Al llarg de la seva història, que comença al segle VIII,  ha canviat de mans en diverses ocasions. Durant la Segona Guerra Mundial va estar dividida en dos pel riu, d'una part ocupada per l'exèrcit Nazi i de l'altra, ocupada per l’Exèrcit Roig, que va acabar anexionant-la a l'òrbita soviètica després de la caiguda del Tercer Reich
Des de l'inici de la invasió russa d'Ucraïna el 24 de febrer de 2022, Przemyśl ha estat un punt de refugi per a molts ucraïnesos, ja que es troba prop de la frontera entre Polònia i Ucraïna i serveix com a punt final de l'encreuament ferroviari Lviv-Przemyśl.

## Ciutats agermanades
- Humenné, Eslovàquia

## Fills il·lustres
- Artur Malawski (1904-1957), compositor musical.